# Mary Sey
Mary Mam Yassin Sey (auch Mary Mamyassin Sey) (* 31. März 1952 in Banjul; † 20. August 2024 im Vereinigten Königreich) war eine gambische Richterin.
Sey war die erste in Gambia ernannte weibliche Richterin. Um 2000 war sie Richterin am High Court. Sie verließ Gambia und arbeitete für die Vereinten Nationen und Ecowas in Liberia als Rechtsberaterin.
Ab 2007 war sie im Rahmen des Justice Sector Development Programme des British Council für drei Jahre und acht Monate Richterin am High Court von Sierra Leone. Von November 2010 bis Juli 2012 wurde sie vom Commonwealth Secretariat im Rahmen eines Zweijahresvertrags nach Swasiland entsandt. Anschließend erfolgte eine Entsendung an den Court of Appeal nach Vanuatu. In einem Aufsehen erregenden Fall verurteilte sie dort im Oktober 2015 14 Mitglieder des Parlaments von Vanuatu wegen Korruption, unter ihnen auch den stellvertretenden Premierminister Moana Carcasses Kalosil.
Mit Wirkung zum 1. Mai 2017 wurde sie von Adama Barrow zur Richterin am gambischen Supreme Court ernannt.
Sey war verheiratet. 2001 bezeichnete sie sich selbst als Witwe.